# Tatjana Gräfin Dönhoff
Tatjana Gräfin Dönhoff (* 1959 in München) ist eine deutsche Journalistin und Autorin.

## Leben und Wirken
Tatjana Gräfin Dönhoff ist die Tochter von Stanislaus Graf Dönhoff (1934–2011) und seiner Frau Isabella, geb. Gräfin Wolff-Metternich zur Gracht. Sie hat drei Geschwister. Sie wuchs in Tansania, Irland und Deutschland auf. Nach dem Abitur absolvierte sie eine Lehre zur Verlagskauffrau beim Kölner Stadt-Anzeiger in Köln. Danach studierte sie Politik, Geschichte und Journalistik in Hamburg und arbeitete als Reporterin beim Magazin Stern. 1989 ging sie mit einem Arthur F. Burns Fellowship nach Philadelphia, USA, als Reporterin zum Philadelphia Inquirer. Als die innerdeutsche Grenze fiel, kam sie zurück und schrieb für den Stern aus der DDR bzw. den neuen Bundesländern. 1991 verließ sie Deutschland und wurde Senior Reporter beim The European in London. Vier Jahre später entwickelte sie als Chefreporterin und Beraterin bei Gruner+Jahr das Prominentenmagazin Gala bis zur Marktreife, wurde Redaktionsleiterin des deutsch/englischen Magazins Oskar’s und verließ G+J 1997 um bei Max, Verlag Milchstraße, Chefreporterin und Beraterin der Chefredaktion zu werden. 1999 gründete sie das Medienunternehmen brain drain in Hamburg.
Seit 2004 ist Tatjana Gräfin Dönhoff auch Buchautorin. Ihr erstes Buch Weit ist der Weg nach Westen (2004), ein Reportage-Foto-Buch, produzierte sie selbst. Zusammen mit dem Fotografen Jo Röttger begab sie sich auf die Fluchtroute ihrer Großtante Marion Dönhoff und ihres Großvaters Dieter Graf Dönhoff von Ostpreußen nach Westfalen. Drei Wintermonate recherchierte sie dafür im nördlichen Polen, und es entstand ein politisches Reisebuch über das ehemalige Ostpreußen und das gegenwärtige Polen kurz vor dem Beitritt zur EU.
Dönhoff begab sich auf die Spur der weitestgehend unbekannten Lebensgeschichte der Gegenspielerin von Prinzessin Diana und veröffentlichte die einzige deutschsprachige Biografie über Camilla Parker-Bowles, die während der Recherche zur neuen Herzogin von Cornwall wurde.
Zum ARD-Historienzweiteiler Die Flucht mit Maria Furtwängler schrieb sie 2007 das Buch zum Film, sowie auch für Die Gustloff, dem ZDF-Drama über das bis dahin größte Schiffsunglück im Frühjahr 1945. Nebenbei arbeitet Dönhoff weiterhin als Journalistin für deutsche und englischsprachige Magazine und mit ihrer Firma brain drain im Bereich Corporate Publishing. Sie lebt in Hamburg und an der Oste.

## Publikationen
- Weit ist der Weg nach Westen. Auf der Fluchtroute von Marion Gräfin Dönhoff. Nicolai Verlag, Berlin 2004. ISBN 978-3-89479-215-2
- Camilla. Diana-Verlag, München 2006, ISBN 978-3-453-28503-3 (Biografie)
- Die Flucht. Bloomsbury, Berlin 2007, ISBN 978-3-8289-9068-5 (Roman) Drehbuch Gabriela Sperl
- Die Gustloff. Bloomsbury, Berlin 2008, ISBN 978-3-8270-0776-6 (Roman) Drehbuch Rainer Berg
- Die letzte Fahrt des Hindenburg. Bloomsbury, Berlin 2009, ISBN 978-3-8270-0832-9 (Roman) Drehbuch Johannes Betz